# 富山めぐみ製薬
富山めぐみ製薬株式会社（とやまめぐみせいやく）は、富山県富山市に本社を置く製薬メーカーで、代表的商品に鎮痛剤のケロリンがある。内外薬品株式会社（ないがいやくひん）が広貫堂、大協薬品工業とともに設立した会社で、2018年4月1日、内外薬品のすべての事業を承継した。
本項では、事業移管前の内外薬品株式会社についても解説する。

## 概要
1902年創業。元は大阪道修町から仕入れた薬品原料を富山県内の漢方薬会社へ卸す薬種問屋が個人企業として創業したものの、経営破綻。1925年、当時三番番頭だった笹山林蔵が事業を継承した。同年、林蔵の長男で薬剤師の順蔵がアスピリンを配合した鎮痛剤「ケロリン」を開発。
銭湯の風呂桶の広告（ケロリン桶）で広く知られている。

## 沿革

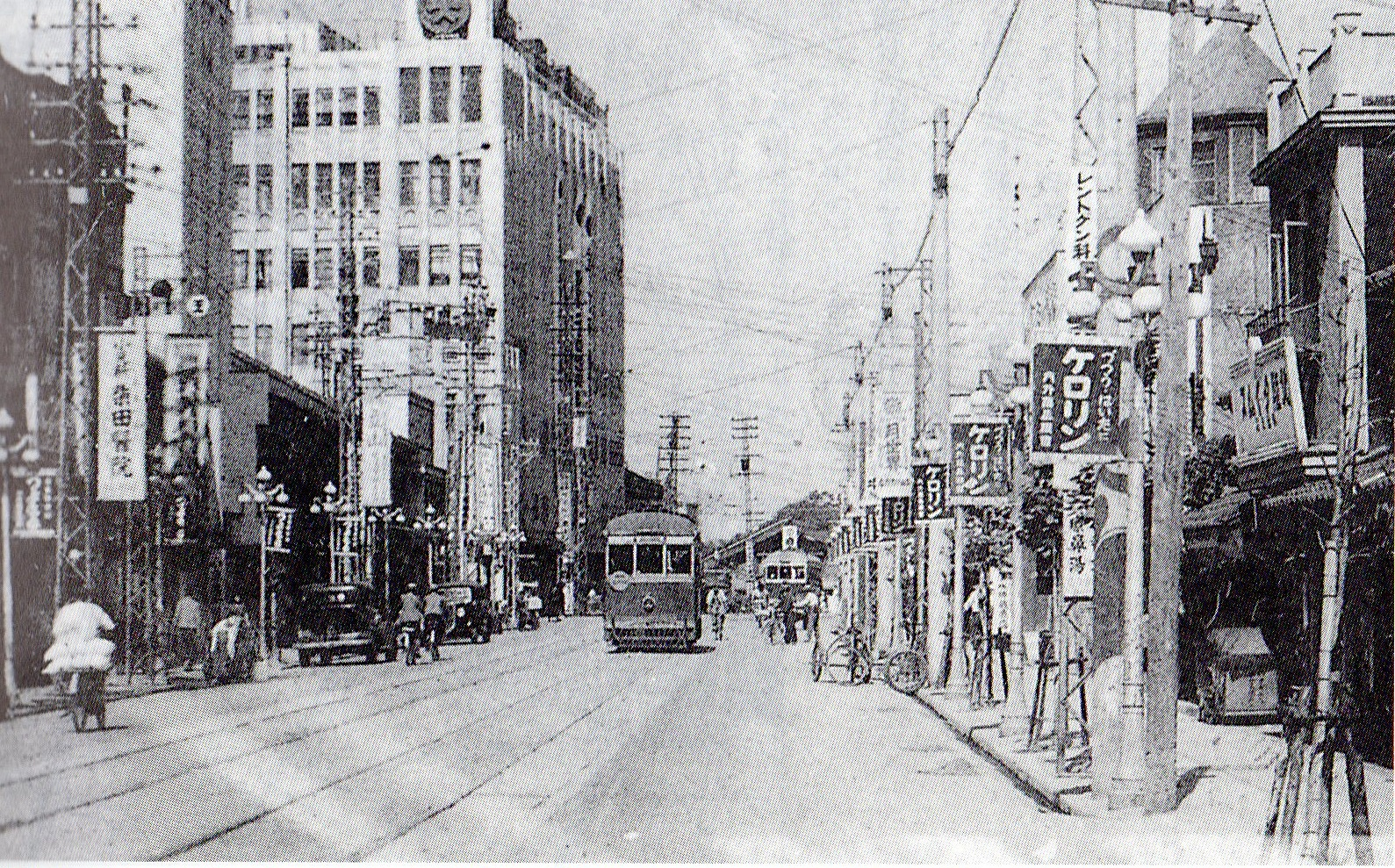
1937年の富山市堤町通り（現：平和通り）。ケロリンの広告が見える

- 1902年12月30日 -  富山県内の漢方薬会社へ原料を供給する薬種問屋として創業。
- 1925年12月 - 鎮痛剤「ケロリン」製造販売。
- 1963年4月 - 銭湯の風呂桶による広告展開開始[7]。
- 1972年6月 - 株式会社内外薬品商会に組織変更[8]。
- 1972年12月 - 内外薬品株式会社設立[8]。
- 1992年6月 - 笹山和紀が社長に就任する。
- 2000年 - 新社屋竣工[9]。
- 2004年4月 - 製造部門の株式会社内外薬品商会と販売部門の旧・内外薬品株式会社が合併し、内外薬品株式会社となる[8]。
- 2016年4月 - 笹山敬輔が社長に就任する[10]。
- 2018年4月1日 - 広貫堂および大協薬品工業とともに富山めぐみ製薬株式会社を設立[3]。内外薬品株式会社は同社に事業全部を移管し、持株会社となる[1][11]。
- 2022年7月1日 - 大協薬品工業の社長・石黒広一が社長に就任、その当時の社長の笹山敬輔は退任[12]。

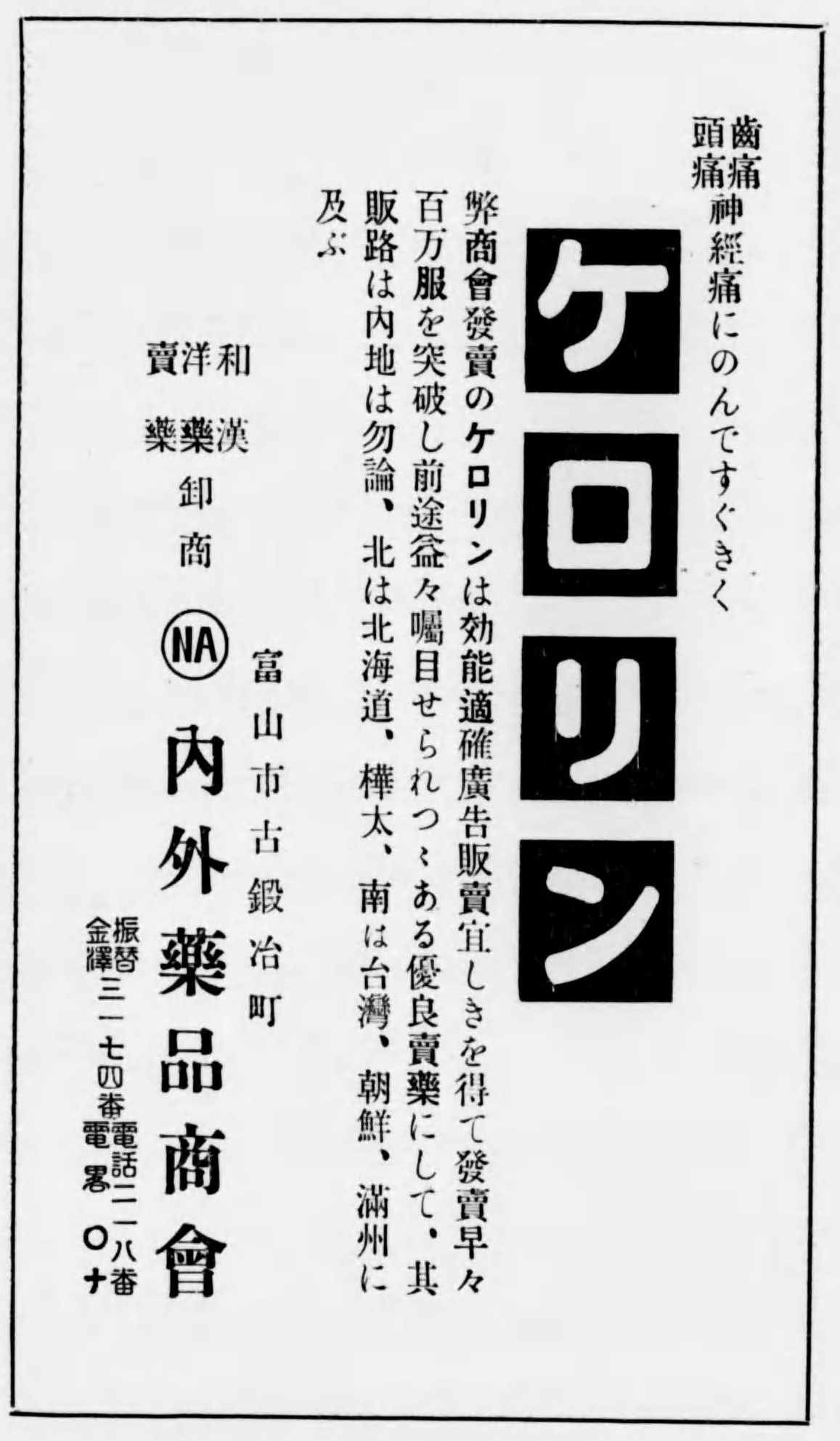
1928年当時の広告
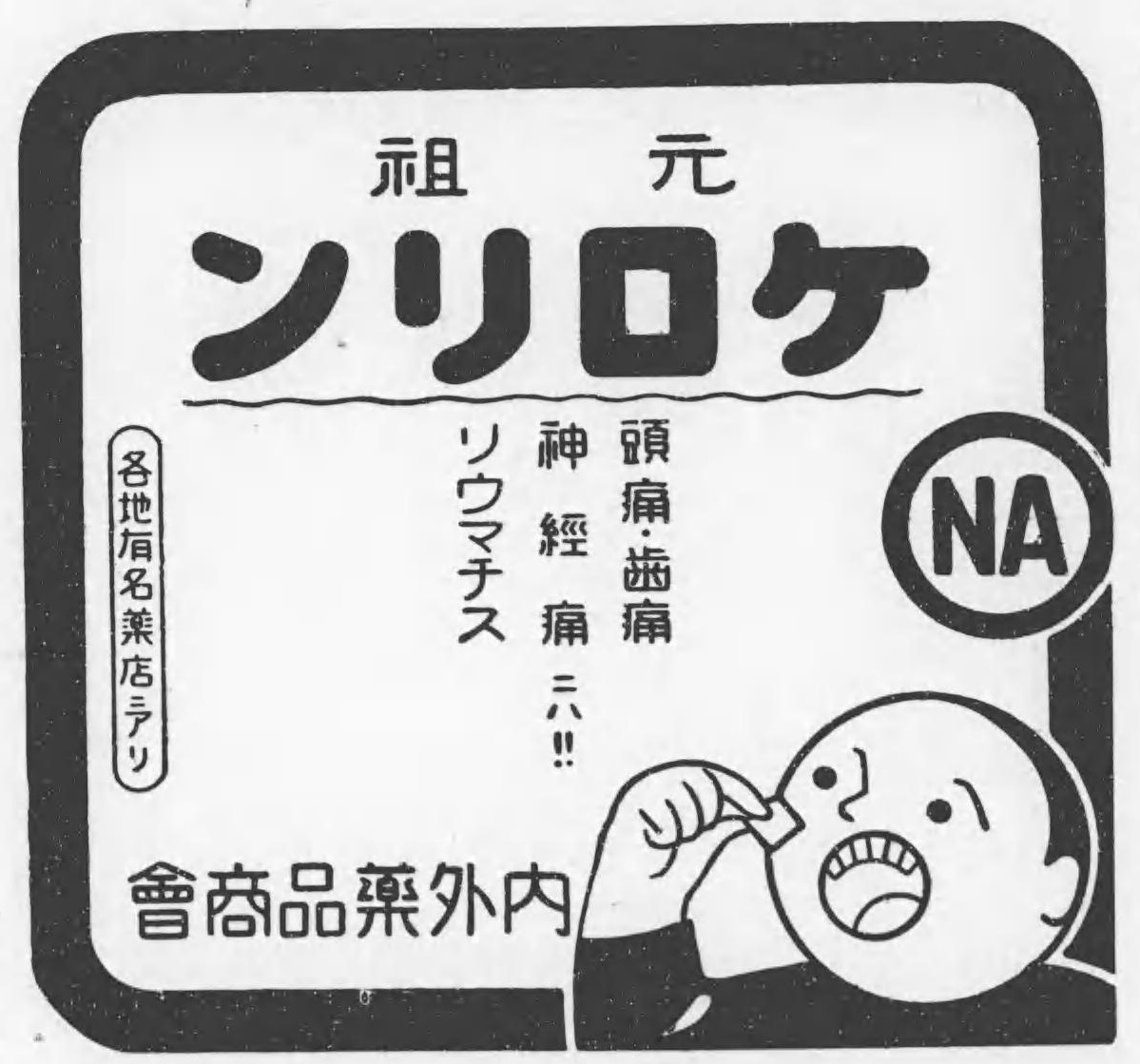
1936年当時の広告
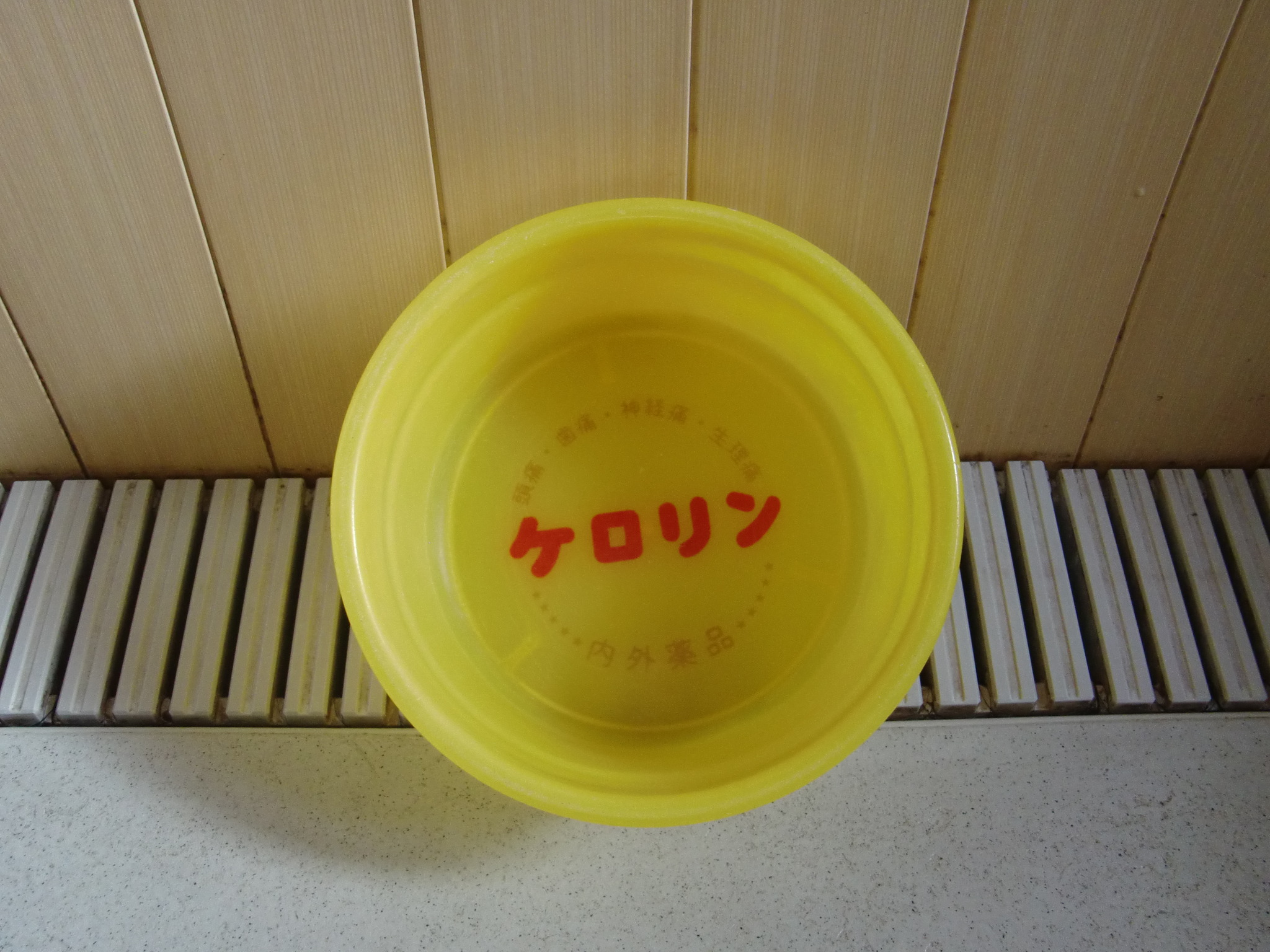
ケロリン桶

## 提供番組
- お昼のワイドショー（日本テレビ）